# Budykierz
Budykierz is een plaats in het Poolse district  Wyszkowski, woiwodschap Mazovië. De plaats maakt deel uit van de gemeente Brańszczyk en telt 280 mieszkańców inwoners.